# Delfo Cabrera
Delfo Cabrera Gómez (Armstrong (Santa Fe), 2 april 1919 - Buenos Aires, 2 augustus 1981) was een Argentijnse langeafstandsloper. Hij werd in 1948 olympisch kampioen op de marathon.

## Biografie

### Begin atletiekloopbaan
Cabrera speelde in zijn jeugd voetbal, maar besloot aan atletiek te doen na de overwinning van Juan Carlos Zabala op de Olympische Spelen in 1932.
Hij verhuisde in 1938 naar Buenos Aires en begon te trainen onder leiding van Francisco Walls. In hetzelfde jaar werd hij nationaal kampioen op de 5000 m. In de loop der jaren zou hij nog tien andere titels winnen.

### Olympisch kampioen
In 1948 werd Delfo Cabrera op de Olympische Spelen van Londen kampioen op de marathon. De Belg Etienne Gailly domineerde de gehele race. Gailly kwam ook als eerste het stadion binnengelopen. Op 400 meter van de finish viel de Belg echter uitgeput neer, zodat Cabrera en de Brit Thomas Richards Gailly konden passeren. Cabrera won uiteindelijk met zestien seconden voorsprong op Richards. De overwinning in Londen legde de Argentijn, die van beroep brandweerman was, geen windeieren. Het leverde hem niet alleen in zijn werk een bevordering op, hij hield er bovendien een splinternieuw, compleet ingericht huis in een van de voorsteden van Buenos Aires aan over. De amateurregels werden kennelijk niet overal ter wereld op dezelfde wijze geïnterpreteerd.

### Kampioen onder de ogen van Eva Perón
Opmerkelijk genoeg overkwam Cabrera enkele jaren later iets dergelijks als Gailly. In de hoofdstad van zijn land - Buenos Aires - werden in 1951 de Pan-Amerikaanse Spelen georganiseerd. Er waren meer dan 100.000 toeschouwers en niemand minder dan de beroemde en beruchte Eva Perón - vrouw van de president van Argentinië - was in het stadion om favoriet Cabrera te huldigen. Bijna was dit festijn op een drama uitgelopen. Vlak voor Cabrera met grote voorsprong het stadion zou binnengaan, stortte hij in. Een heel cordon begeleiders hielp hem zo goed en zo kwaad als dat ging weer op de been. Bijna in trance vervolgde de Argentijn de wedstrijd. Nauwelijks had hij de sintelbaan bereikt, of hij ging weer onderuit.
Cabrera krabbelde opnieuw overeind en met het aanspreken van zijn laatste reserves passeerde hij als eerste de eindstreep. Cabrera won in 2:35.00,2 met bijna tien minuten voorsprong op zijn landgenoot Reinaldo Gorno. Eva Perón promoveerde die dag Cabrera tot een hogere officiersrang.

### Laatste wapenfeiten
Cabrera deed ook mee aan de marathon tijdens de Olympische Spelen in 1952. Deze werd gewonnen door de legendarische Tsjechoslowaak Emil Zátopek, gevolgd door Reinaldo Gorno, die het zilver voor zich opeiste. Cabrera werd zesde, ruim drie en een halve minuut achter de winnaar. Hij beëindigde zijn sportcarrière met eveneens een zesde plaats op de marathon van Boston in 1954. Hierna werd hij docent lichamelijke oefening op verschillende scholen.
Delfo Cabrera stierf in 1981 aan de gevolgen van een auto-ongeluk vlak bij Buenos Aires.

## Titels
- Olympisch kampioen marathon - 1948
- Pan-Amerikaans kampioen marathon - 1951
- Zuid-Amerikaans kampioen marathon - 1941, 1943, 1945, 1947
- Zuid-Amerikaans kampioen 10.000 m - 1946, 1952
- Zuid-Amerikaans kampioen 20 km - 1949
- Zuid-Amerikaans kampioen halve marathon - 1952
- Argentijns kampioen 5000 m - 1938

## Persoonlijk record
| Onderdeel | Prestatie | Jaar |
| --------- | --------- | ---- |
| marathon  | 2:26.43   | 1952 |

## Palmares

### marathon
- 1948:  OS - 2:34.51,6
- 1951:  Pan-Amerikaanse Spelen in Buenos Aires - 2:35.00,2
- 1952: 6e OS - 2:26.42,4
- 1954: 6e Boston Marathon - 2:27.50

1896: Spiridon Louis ·
1900: Michel Théato ·
1904: Thomas J. Hicks ·
1908: John Hayes ·
1912: Kenneth McArthur ·
1920: Hannes Kolehmainen ·
1924: Albin Stenroos ·
1928: Ahmed Boughéra El Ouafi ·
1932: Juan Carlos Zabala ·
1936: Sohn Kee-chung ·
1948: Delfo Cabrera ·
1952: Emil Zátopek ·
1956: Alain Mimoun ·
1960: Abebe Bikila ·
1964: Abebe Bikila ·
1968: Mamo Wolde ·
1972: Frank Shorter ·
1976: Waldemar Cierpinski ·
1980: Waldemar Cierpinski ·
1984: Carlos Lopes ·
1988: Gelindo Bordin ·
1992: Hwang Young-cho ·
1996: Josia Thugwane ·
2000: Gezahegne Abera ·
2004: Stefano Baldini ·
2008: Samuel Wanjiru ·
2012: Stephen Kiprotich ·
2016: Eliud Kipchoge ·
2020: Eliud Kipchoge ·
2024: Tamirat Tola